# Formica bradleyi
Formica bradleyi är en myrart som beskrevs av Wheeler 1913. Formica bradleyi ingår i släktet Formica och familjen myror. Inga underarter finns listade i Catalogue of Life.

## Bildgalleri

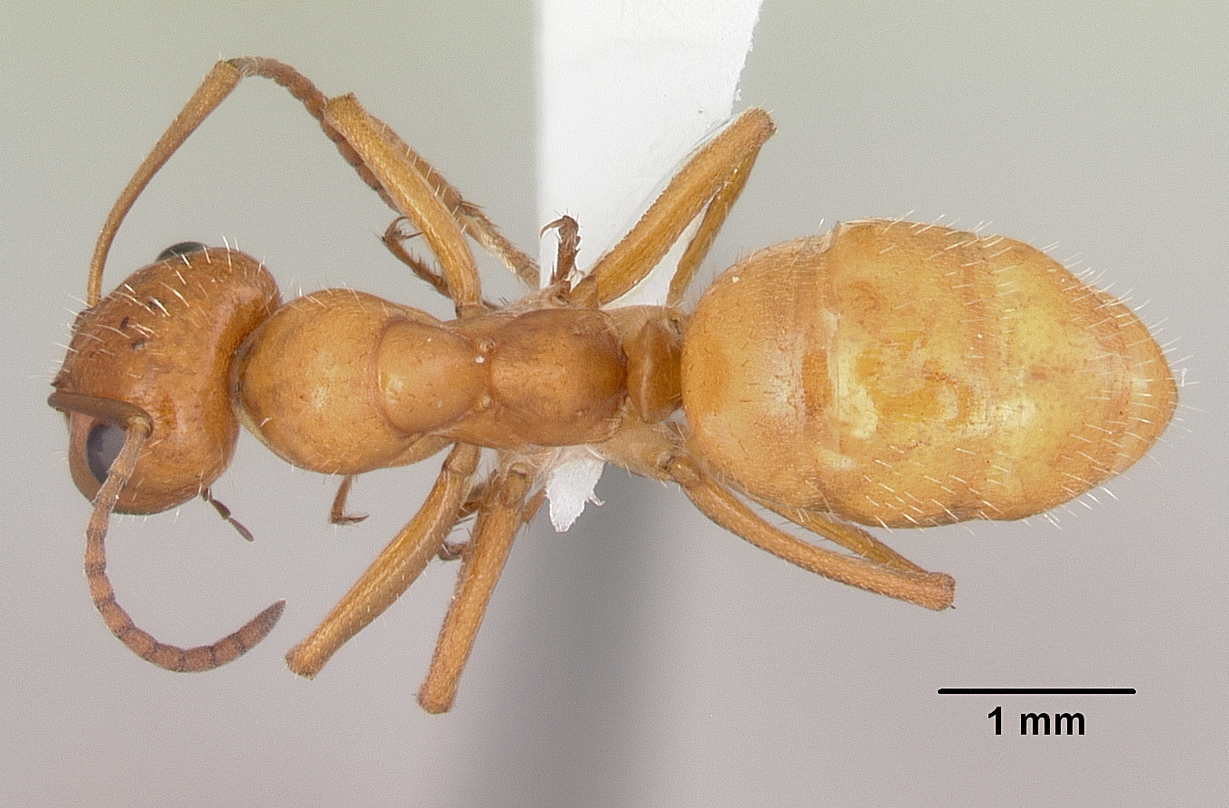
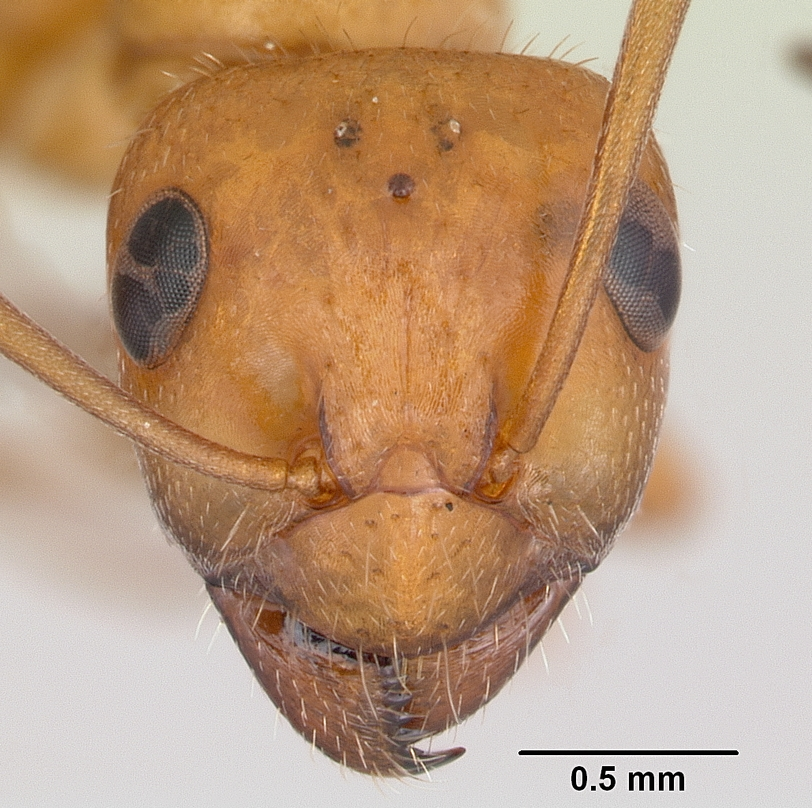
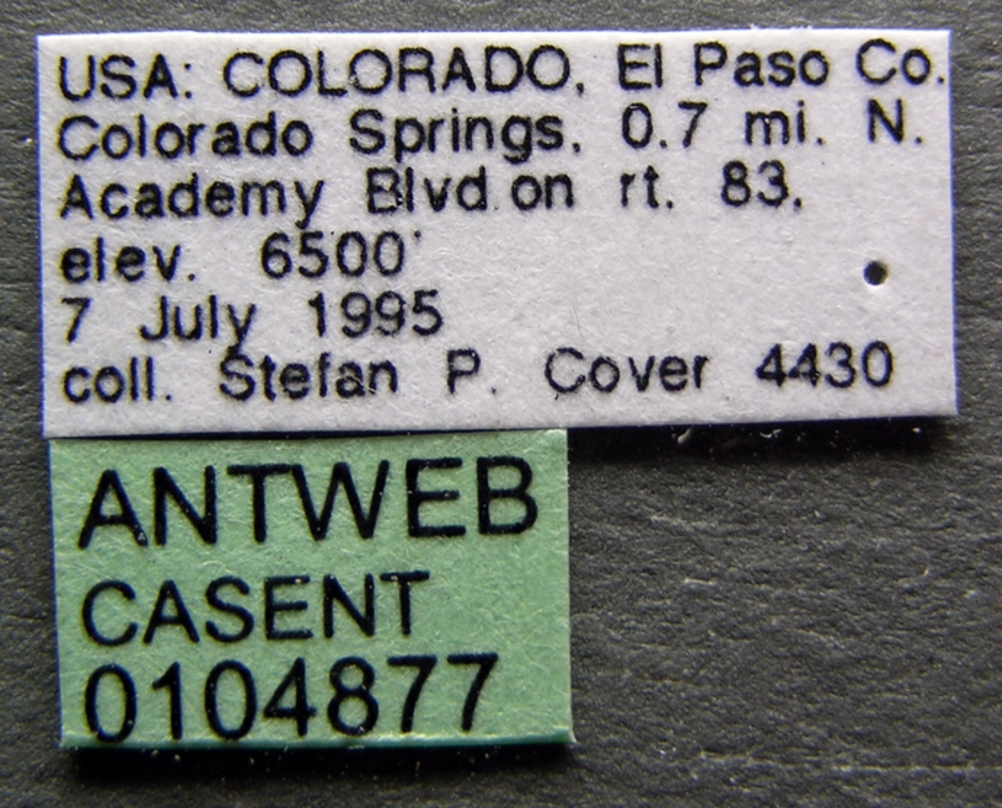